# سينتيا ديكر
سينتيا ديكر (بالإنجليزية: Cintia Dicker)‏ وهي عارضة أزياء وممثلة برازيلية ولدت في يوم 6 ديسمبر 1986 في مدينة كامبو بوم في ريو غراندي دو سول في البرازيل، ظهرت صورها في عديد من المجلات الفرنسية مثل ماري كلير وإل، كما أنها مثلت في عدة مسلسلات تيلونوفيلا، وتصف نفسها أيضاً أنها محضرة أرواح.

## روابط خارجية
- سينتيا ديكر على موقع IMDb (الإنجليزية)
- سينتيا ديكر على موقع قاعدة بيانات الفيلم (الإنجليزية)
- سينتيا ديكر على موقع دليل عارضات الأزياء (الإنجليزية)